# B憲兵隊

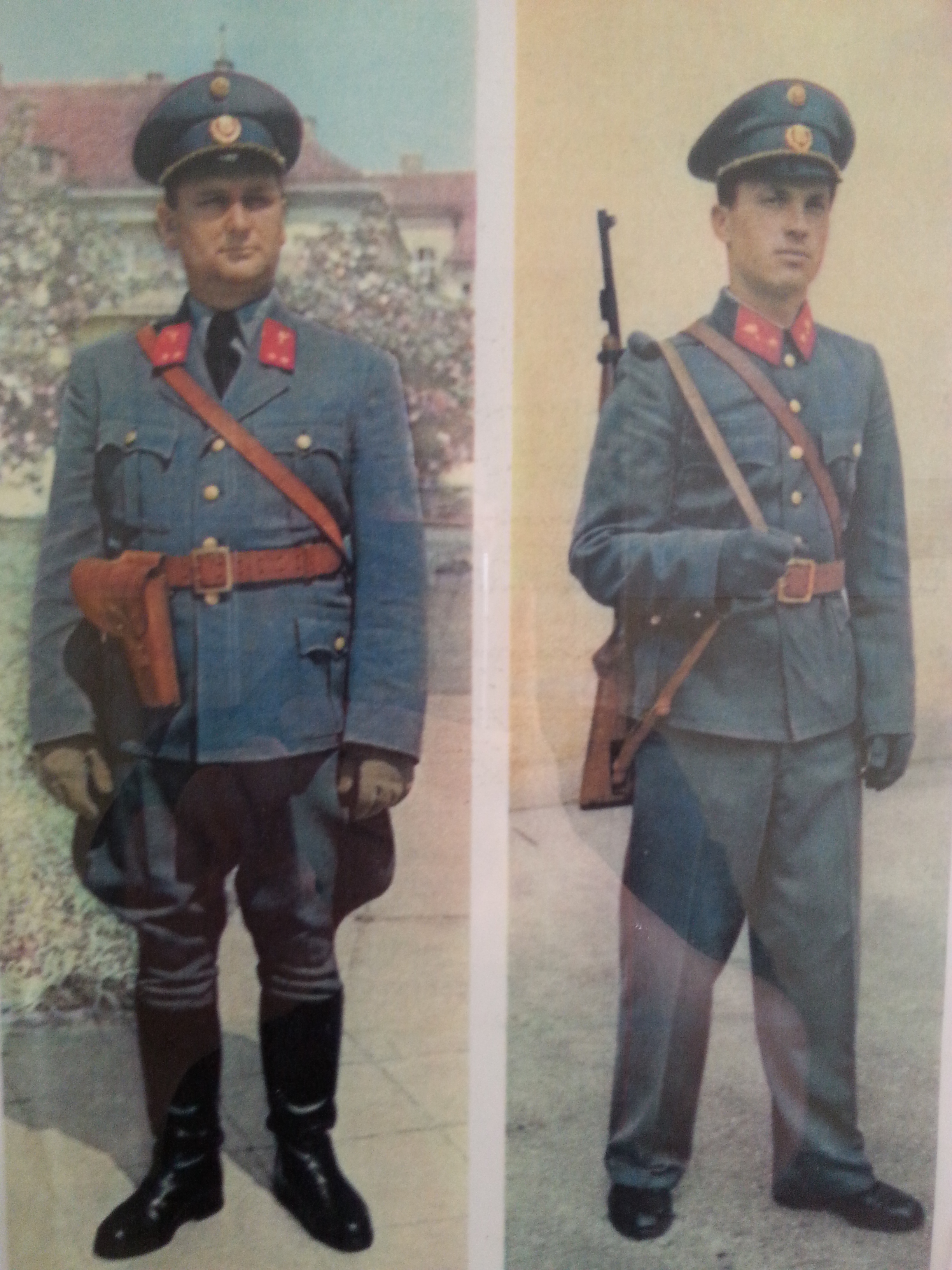
オーストリアの憲兵（1950年頃）

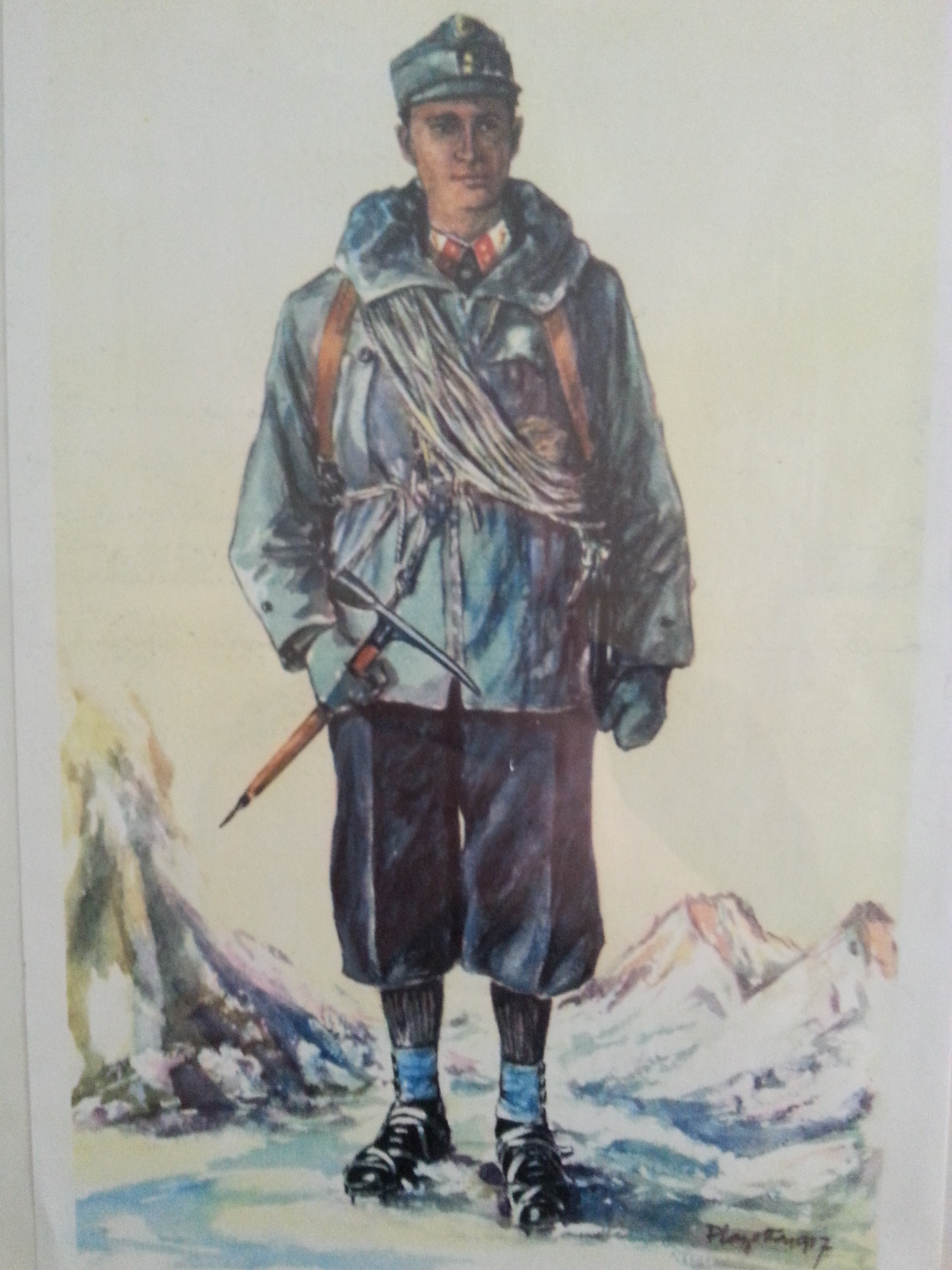
山岳憲兵（1955年）

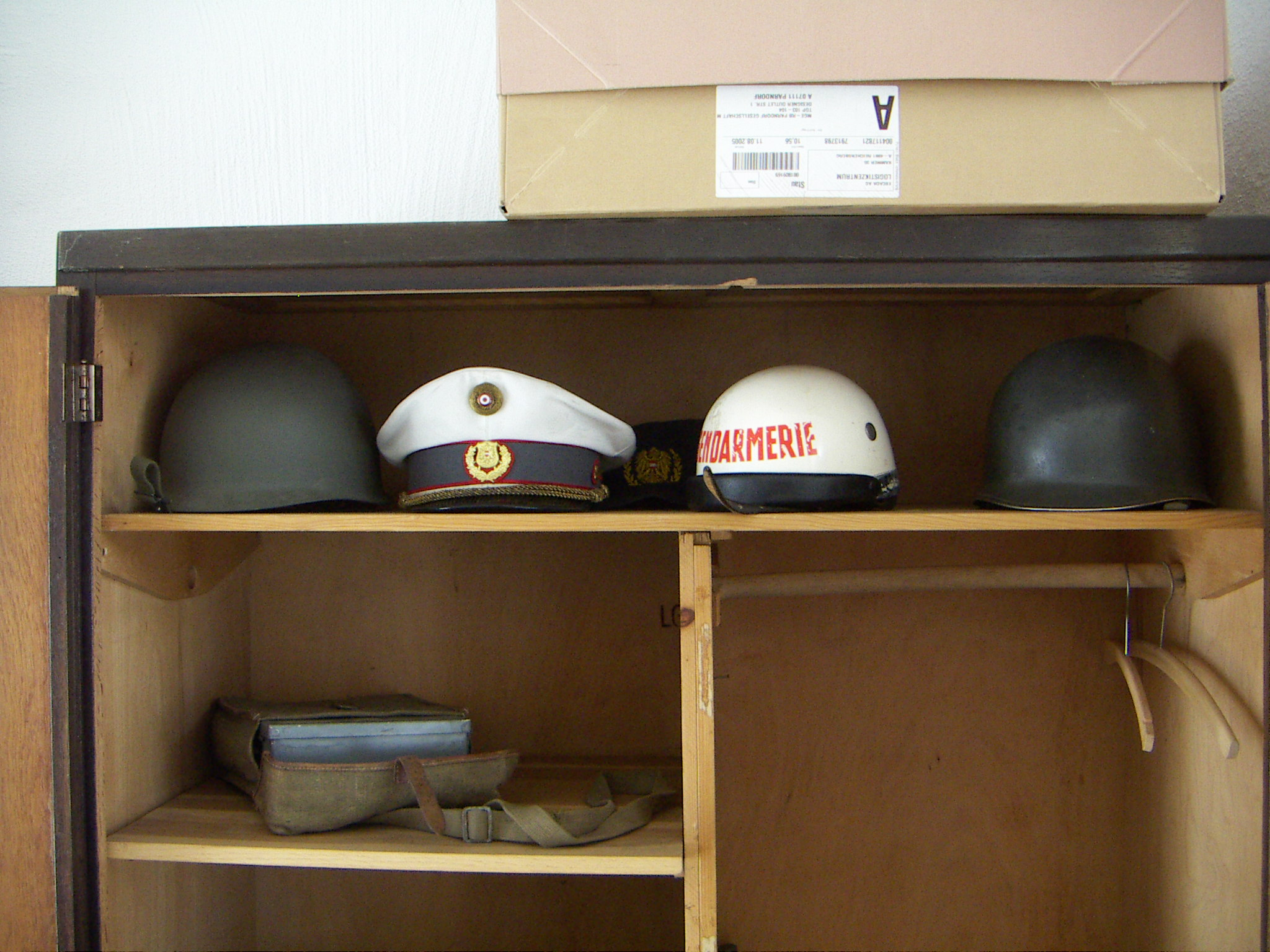
憲兵隊で使われたヘルメットや制帽

B憲兵隊（Bけんぺいたい、ドイツ語: B-Gendarmerie）は、連合軍軍政期のオーストリアにて編成された準軍事組織である。1949年から内務省指揮下の連邦憲兵隊の特別部隊という位置づけで編成が始まり、1952年8月1日に正式に発足した。1956年、オーストリア連邦軍に改編された。

## 名称
B憲兵隊は1949年に設置されたが、当初は秘密部隊とされていた。そのため、「B憲兵隊」という名称の由来、あるいは「B」の意味するところは依然として不明である。文献によっては、即応憲兵隊（Bereitschafts-Gendarmerie）の略と解釈されることもある。「連邦」（Bundes）を意味すると想定されることもあるが、連邦憲兵隊（Bundesgendarmerie）という言葉は、以前から存在する国家憲兵隊の名称として使われていた。「特別」（Besondere）を略したBという解釈もある。
オーバーエスターライヒ州憲兵隊司令官のエルンスト・マイヤー大佐（Ernst Mayr）がB憲兵隊という言葉を考案したとする説もある。これによれば、常備憲兵隊をA憲兵隊とする場合にこれの増強部隊と位置づける意味合いであるという。

## 歴史
ナチス・ドイツが降伏した後、オーストリア連邦政府内では解放後のオーストリアが対外的な防衛および国内の安全確保を行う能力を保有すること、すなわち再軍備を求める声が上がった。しかし、4つの占領国（米英仏ソ）はいずれも再軍備を認めることに消極的で、中でもアメリカ合衆国はいかなる形の「オーストリア軍」も組織するべきではないという強硬な姿勢をとっていた。それにも関わらず、東西の緊張の高まり、とりわけ1947年のハンガリーにおける共産主義者による権力掌握と1948年2月のプラハでのクーデター（1948年のチェコスロバキア政変）という2つの出来事を経て、ソビエト連邦の脅威に対抗するべく西側連合国はオーストリアの再軍備を認めざるを得なくなった。しかし1945年にはオーストリアにおけるいかなる軍事活動も禁止する旨に4つの占領国で合意しており、これを反故にして新たな「オーストリア軍」を設置した場合のソ連の反応を事前に予想することは困難だった。そのため、新たな軍事組織の設置にあたっては既存の連邦憲兵隊がカモフラージュとして利用されることになった。B憲兵隊の創設は、主に内務相オスカル・ヘルマルと内務次官フェルディナント・グラーフによって進められた。グラーフは後に国防相を務めた。
最初に組織されたのは警戒隊（Alarmformationen）として知られる部隊である。英米仏の占領地域にそれぞれ500人から成る部隊を設置するという構想で、隊員は可能な限り現職の憲兵から募集することとされた。1949年3月9日、ヘルマルは不足を補うために制服職員として1,100人を雇用する旨の提案を行った。これが承認された後、警戒隊の組織が始まった。この時期には第2補助隊（Hilfskörper II）や機動隊（MU, Mobil Unit）という通称も使われていた。警戒隊は憲兵隊における特別部隊と位置づけられ、違法越境、国内騒乱、破壊勢力の行動などの非常事態に対応することをその使命とした。3つの警戒隊に対する装備の供給は主にアメリカ軍が担当した。この時点で、内務省ではあくまでも憲兵としての訓練が主であり、軍事訓練は週に1日ないし2日程度にするよう求めている。西側連合国からは憲兵としての訓練の中止や部隊の常設化が求められたが、連邦憲兵隊の反対によって実現しなかった。
1950年、最初の常設部隊が設置された。オーバーエスターライヒ州に2個大隊、シュタイアーマルク州、ケルンテン州、チロル州にそれぞれ1個大隊、合計5個大隊が設置され、いずれも憲兵学校（Gendarmerieschulen）という秘匿名称で呼ばれた。また、同様に車両隊（Fahreinheit）の秘匿名称で呼ばれる偵察中隊も3個設置された。車両隊にはアメリカ軍から貸与されたM8装甲車が配備されていた。
1951年9月と10月、警戒隊の演習が行われた。この演習では1950年の10月ストライキをモデルにしたシナリオが採用され、武装した集団の鎮圧を目的としていた。しかし、その結果は芳しいものではなく、在墺米陸軍司令官スタッフォード・リロイ・アーウィン少将は、部隊の再編と軍事訓練への集中が必要との見解を示した。1952年2月、オーストリアの有事計画は2つの柱、すなわち1.即応可能で連邦憲兵隊とは緩やかな繋がりしかもたない「新型」の憲兵隊と、2.事前の調査で適正が認められた者をまとめた採用名簿（有事には徴兵の上で安全な場所に移動して訓練を施し、大規模な部隊を構成する）から成るものとされた。後者は憲兵隊特別計画（Gendarmerie-Sonderprogramm）や憲兵隊増強計画（Gendarmerie-vergrößerungsprogramm）などと呼ばれ、これに基づいて5,000人が徴兵され、6個の憲兵学校（大隊）が追加で編成される予定であった。

### 軍事的性質の強化
B憲兵隊の正式な発足は、指導部に旧ドイツ国防軍将校らを迎えた1952年8月1日とされている。また、エルンスト・マイヤー大佐が考案したという説によれば、B憲兵隊という言葉が使われ始めたのもこの頃からである。部隊の主要な役職に旧ドイツ国防軍将校が配置されたことで、B憲兵隊は「軍事化」されると共に、実戦経験豊富な将校らによって率いられることとなった。
組織としては内務省に直属し、各州の憲兵司令部が監督した。軍事行政については、財務省A年金課長エミール・リビツキー博士を長として4人の委員から成るウィーン委員会（Wiener Komitee）がその責任を負った。実務レベルではツデンコ・パウムガルテンを長とするザルツブルク委員会（Salzburger Komitee）がその責任を負い、アメリカ軍との密接な繋がりを保った。1953年10月28日、内務省内にB憲兵隊が属する第5/S局（Abteilung 5/S）が新設され、連邦憲兵隊から完全に分離された。
1953年末の時点で、B憲兵隊はおよそ100人の将校と4,000人の下士官兵で構成されていた。隊員の募集は一般の連邦憲兵隊員と同様に行われていたが、後にB憲兵候補者用の区分が別途設けられた。1955年までに10個憲兵学校（大隊）、2個車両隊（偵察中隊）に加え、アメリカ軍と共同運営する補給廠であるD局（Abteilung D）、将校の教育を担当するK局（Abteilung K, Kは課程Kurseの略）、2箇所の電信学校（Telegraphenschulen）が組織された。K局は1953年10月に設置され、1954年12月17日に最初の卒業者22人が士官待遇小隊長に任命されている。
1954年、B憲兵隊の正式な任務として、従来の国境警備および国内騒乱への対応のほか、自然災害への対応（現在のオーストリア軍もこの任務を負う）と、いわゆる「警報発令時の戦術的な展開」（taktische Einsätze im Alarmfall）、すなわち有事における戦争の遂行も加えられた。当時、第三次世界大戦の勃発に対する恐怖は根拠の無いものではなかった。例えば、朝鮮戦争（1950年 - 1953年）はオーストリアやドイツと同様、第二次世界大戦後に分断された地域における東西陣営の代理戦争であり、同様の紛争は他の地域でも起こりうると考えられていた。
1954年11月26日、第231回連合国管理評議会において、ソ連高等弁務官イワン・イリチェフがB憲兵隊および第5/S局の存在を指摘し、これを1945年の合意への明白な違反であるとして解散を求めた。一方、西側連合国の代表らはソ連占領地域で在墺ソ連財産管理局（USIA）所属の武装警備隊が編成されていることを指摘して反論した。この議論はそれ以降蒸し返されず、B憲兵隊の活動に特段の影響を与えることはなかった。1954年の時点で、B憲兵隊の隊員はおよそ8,000人を数えた。

### 連邦軍への改編
1955年5月15日のオーストリア国家条約締結後、連邦政府はB憲兵隊を母体とする新たな国軍の創設に着手した。B憲兵隊としての最後の任務は、条約締結翌日にリンツのエーベルスベルク地区で催された解放記念式典におけるパレードであった。7月8日、連合国による軍事活動禁止に関する合意が解除された。これを受けて7月27日にB憲兵隊は暫定国境警備局（Provisorische Grenzschutzabteilung）なる組織に改組された。1956年、およそ6,000人の元B憲兵隊員を中核とする連邦軍が新設され、ハンガリー動乱を受けての国境警備の強化という最初の任務に従事することとなった。
B憲兵隊出身の連邦軍将兵は、連邦憲兵隊のシンボルでもある燃える手榴弾が描かれた赤い三角形の記章を制服の右袖に縫い付けていた。この記章を持つ者は、敬意を込めて「最初の兵士たち」（Männer der ersten Stunde）と通称された。

## レンヴェークの憲兵学校
1950年の10月ストライキの後、ウィーン防衛を担う憲兵部隊の設置が求められた。こうしてレンヴェーク兵舎に新たな憲兵学校が設置された。これは厳しい訓練が行われる軍事的な性質の強い部隊であり、「憲兵学校」というB憲兵隊と同様の秘匿名称を用いていたものの、あくまでもB憲兵隊ではなく一般憲兵隊の部隊とされていた。首都における栄誉礼などを担当していたことから、非公式ながらも彼らを後の連邦軍衛兵大隊の前身と見なす者もいる。

## 制服・装備類
カール・レンナー博士の臨時政府による1945年4月27日の独立の宣言に続いて連邦憲兵隊の中央司令部も再建されていたものの、制服や装備の不足は深刻だった。制服については、1938年以前の憲兵用制服か、ナチス・ドイツ時代の憲兵用制服から「ファシストの記章」を取り外したものを着用するようにと通達されていたものの、多くの憲兵は平服や仕立て直した旧ドイツ国防軍の制服、旧国軍の制服などを組み合わせた雑多な服装で勤務することを余儀なくされていた。1946年からは1938年以前の制服とよく似た灰色の新制服が採用され、1950年頃からはさらに何点かの変更を加えた新制服の安定した調達が行われるようになった。
原則として、B憲兵隊の制服の規定は一般の憲兵隊と同一である。しかし、B憲兵隊では全員に鉄帽（ドイツ製M35あるいはM42を改造したもの）が支給されていた。消防用などの軽金属製鉄帽を改造したものは、下士官や将校用の「パレードヘルメット」に少数が転用されていたという。ナップザックや野戦用食器なども、軍事的な性質の強かったB憲兵隊で特別に支給された装備品である。火器や車両などはアメリカ製のものが主に使われていたため、合わせて使用する弾帯や弾薬ポーチ、水筒などのアメリカ製個人装備も配備されていた。1953年頃からは、アメリカ占領地域を中心にM1ヘルメットが戦闘用装備として着用されるようになった。
M1ガーランドやトンプソン・サブマシンガン、各種機関銃など、西側連合国はアメリカ製を中心とする大量の装備品をB憲兵隊に供給した。ただし、式典等ではより人々に馴染みのある古いボルトアクション式小銃を用いるのが常であった。車両隊ではドイツ製のMP38あるいはMP40が配備されることも多かった。また、士官の中にはパレード等で旧国軍の歩兵士官用軍刀を佩刀する者もあった。
法執行官としての訓練を受けた一般の憲兵と兵士としての訓練を受けたB憲兵の区別を明確にするために、1953年には内務省令において「憲兵学校の憲兵業務契約職員（die Vertragsbediensteten des Gendarmeriedienstes der Gendarmerieschulen）」、すなわちB憲兵隊員は、「正当防衛あるいは加害者が現場に現れた場合のみに、自らの意思のもと介入が認められる」ものとされ、一般の犯罪行為についてはその他の法執行機関に引き継ぐものとされた。1954年からは制服の差別化も進められ、B憲兵隊ではボタンが灰色に改められたほか、非公式ながら各地の憲兵学校（大隊）の部隊章や各種の課程修了を示す記章、所属を示す帽章などが各部隊で独自に作られていった。
車両隊ではアメリカ製のM8装甲車が用いられたが、主砲は撤去されていた。装甲車乗員には灰色の防水布で作られた戦車服が支給されたほか、黒いレザーコートもよく着用されていた。当初は灰色に染められたイタリア製M35戦車帽が乗員向けに支給されていたが、1954年頃からは灰色のプルマン帽（旧国軍では黒いものが戦車兵用に着用されていた）が広く着用されるようになった。後にはロシア帽風の防寒帽も調達された。これらの軍装品は、連邦軍への改編後もしばらく使用されていた。

## 階級
当初、憲兵隊における階級制度は1938年以前の制度をそのまま使っていたが、人員不足を解消するために補助憲兵（Hilfsgendarmen）が一時的に採用されるようになると、彼らを区別するための階級が別途制定された。1945年には全ての補助憲兵に銀色の星章1つが与えられ、1946年からは2年以上の勤務で星章2つ、4年以上の勤務で星章3つが与えられる旨が定められた。補助憲兵制度は人員の充足に伴い廃止されたが、この時に作られた階級章および制度はB憲兵隊で転用された。B憲兵隊の隊員の地位は、特別契約に基づく「憲兵業務契約職員（Vertragsbedienstete des Gendarmeriedienstes, VB）」と規定されており、補助憲兵と同様に一般の憲兵と区別するための階級が求められた。
B憲兵隊の新しい階級制度においては、補助憲兵が星章1つ、3等憲兵候補生（Gendarmerie-Aspirant III. Klasse）および2等憲兵候補生が星章2つ、士官待遇小隊長（Offiziers-diensttuende Zugskommandant）が星章3つおよび襟章の黄色いボタンで区別された。一般の憲兵隊からB憲兵隊への転属者は、以前と同じ階級および権限をそのまま保持した。一般憲兵出身の下士官らは、地区指揮官や分隊長などを務めることが多かった。B憲兵隊の拡大に伴い、1954年以降は旧国軍および旧ドイツ国防軍の元下士官らが、階級と権限を保持したままB憲兵隊に採用されるようになった。
| 連邦憲兵隊                               | B憲兵隊                                                               | 暫定国境警備隊（1955年）                                                 | 連邦軍（1956年）                            |
| ---------------------------------------- | --------------------------------------------------------------------- | ------------------------------------------------------------------------ | ------------------------------------------- |
| 憲兵大将 Gendarmeriegeneral              |                                                                       |                                                                          | 大将 General                                |
|                                          |                                                                       |                                                                          | 少将 Generalmajor                           |
| 憲兵大佐 Gendarmerieoberst               | 憲兵大佐 Gendarmerieoberst                                            | 大佐 Oberst                                                              | 大佐 Oberst                                 |
| 憲兵中佐 Gendarmerieoberstleutnant       | 憲兵中佐 Gendarmerieoberstleutnant                                    | 中佐 Oberstleutnant                                                      | 中佐 Oberstleutnant                         |
| 憲兵少佐 Gendarmeriemajor                | 憲兵少佐 Gendarmeriemajor                                             | 少佐 Major                                                               | 少佐 Major                                  |
| 憲兵上級大尉 Gendarmeriestabsrittmeister | 憲兵上級大尉 Gendarmeriestabsrittmeister                              | 上級大尉 Stabsrittmeister                                                |                                             |
| 憲兵大尉 Gendarmerierittmeister          | 憲兵大尉 Gendarmerierittmeister                                       | 大尉 Rittmeister                                                         | 大尉 Hauptmann                              |
| 憲兵中尉 Gendarmerieoberleutnant         | 憲兵中尉 Gendarmerieoberleutnant                                      | 中尉 Oberleutnant                                                        | 中尉 Oberleutnant                           |
| 憲兵少尉 Gendarmerieleutnant             | 憲兵少尉 Gendarmerieleutnant                                          | 少尉 Leutnant                                                            | 少尉 Leutnant                               |
|                                          | 士官待遇小隊長 Offiziersdiensttuender Zugskommandant                  | 士官待遇小隊長 Offiziersdiensttuender Zugskommandant                     | 士官候補生 Fähnrich                         |
| 憲兵統制監督 Gend.Kontrollinspektor      |                                                                       |                                                                          |                                             |
| 憲兵郡監督 Gend.Bezirksinspektor         | 憲兵地区監督（VB） Gend.Rayonsinspektor (VB)                          | 地区監督（VB） Rayonsinspektor (VB)                                      | 見習士官 Offiziersstellvertreter            |
| 憲兵地方監督 Gend.Revierinspektor        | 1等憲兵候補生（小隊長課程修了） Gend.Aspirant I.Kl.(mit.Zugskdt.Kurs) | 1等候補生（小隊長課程修了） Aspirant I.Klasse (mit Zugskommandantenkurs) | 上級曹長 Stabswachtmeister/Stabsfeuerwerker |
| 下士官学校卒業生 Chargenschulabsolvent   | 1等憲兵候補生 Gend.Aspirant I.Kl.                                     | 1等候補生 Aspirant I.Klasse                                              | 曹長 Wachtmeister/Feuerwerker               |
| 憲兵地区監督 Gend.Rayonsinspekto         | 2等憲兵候補生 Gend.Aspirant II.Kl.                                    | 2等候補生 Aspirant II.Klasse                                             | 軍曹 Zugsführer                             |
| 憲兵巡邏長 Gend.Patrouillenleiter        | 3等憲兵候補生 Gend.Aspirant III.Kl.                                   | 3等候補生 Aspirant III.Klasse                                            | 伍長 Korporal                               |
| 憲兵 Gendarm                             | 1等補助憲兵 Hilfsgendarm I.Klasse                                     | 1等国境猟兵 Grenzjäger I.Klasse                                          | 上等兵 Gefreiter/Vormeister                 |
| 臨時憲兵 Provisorischer Gendarm          |                                                                       |                                                                          |                                             |
| 補助憲兵 Hilfsgendarm                    | 補助憲兵 Hilfsgendarm                                                 | 国境猟兵 Grenzjäger                                                      | 兵卒 Wehrmann                               |